# Вавженюк, Пётр
Пётр Вавже́нюк (пол. Piotr Wawrzeniuk, род. 1971) — польский мультиинструменталист (барабанщик, вокалист, бас-гитарист). Известен как музыкант группы Therion, также участник группы Serpent, Carbonized и The Robots.

## Carbonized и шведская панк-рок-группа The Robots
В период с 1992 по 1996 годы был барабанщиком и вокалистом группы Therion. Позднее был приглашённым вокалистом на альбомах Secret of the Runes (2001) — лид вокал в бонусных треках Crying Days и Summernight City, Lemuria и Sirius B (2004), также был вокалистом во время 20th Year Anniversary Tour в 2007 году, посвященного двадцатилетию группы.

## Дискография
- Carbonized — For the Security (1991)
- Carbonized — Disharmonization (1993)
- Therion — Symphony Masses: Ho Drakon Ho Megas (1993)
- The Robots — Music You Will Listen to Over and Over Again (1994)
- Therion — Lepaca Kliffoth (1995)
- The Robots — Songs that Satan Whispered in Our Ears (1995)
- Carbonized — Screaming Machines (1996)
- Serpent — In the Garden of Serpent (1996)
- Therion — Theli (1996)
- Serpent — Autumn Ride (1997)
- The Robots — S/N (1997)
- Therion — A'arab Zaraq - Lucid Dreaming (1997)
- The Robots — Day of the Robots (2000)
- Therion — Secret of the Runes (2001) — гостевое участие
- Therion — Sirius B (2004) — гостевое участие
- Therion — Lemuria (2004) — гостевое участие
- The Robots — We are Everywhere (2004)
- Serpent — Trinity (2007)